# Medetera excipiens
Medetera excipiens är en tvåvingeart som beskrevs av Becker 1922. Medetera excipiens ingår i släktet Medetera och familjen styltflugor. Inga underarter finns listade i Catalogue of Life.